# Río Apure
El río Apure es un río de Venezuela, el mayor afluente de los Llanos venezolanos del río Orinoco. Tiene una longitud de 820 km, aunque con una de sus fuentes, el sistema Apure-Uribante llega a los 1.095 km.

## Geografía
El río Apure nace de la confluencia de los ríos Uribante y Sarare, aunque, es su parte más alta se considera en la unión del río Torbes con el río Uribante, en el Estado Táchira. Fluye hacia el este a través de los llanos venezolanos, bañando la ciudad de San Fernando de Apure (175.056 hab. en 2001), antes de llegar al río Orinoco a través de 6 bocas a unos 17 km al oeste de Cabruta, estado Guárico, frente a Caicara del Orinoco, estado Bolívar. El río Apure tiene 820 kilómetros de largo desde el Uribante-Torbes hasta la confluencia del Orinoco, aunque el sistema Apure-Uribante llega a los 1000 km. Es navegable unos 800 km aguas arriba de su desembocadura en el Orinoco, donde tiene un curso pantanoso a través de los llanos, a pesar de unos rápidos alrededor del kilómetro 177. 
En su curso alto, el río Uribante nace en el Páramo del Batallón (3.912 m), el punto más elevado del estado Táchira, y cerca de la población de Pregonero; el Río Torbes nace en el Páramo El Zumbador en el municipio José María Vargas, en los Andes venezolanos. El río Torbes le da parte de su caudal  al río apure y como afluentes en su curso alto están los ríos Quinimarí, negro, la quebrada, la escalera, entre otros. La cuenca del Apure incluye una pequeña parte del territorio colombiano en las cabeceras del río Sarare y de su afluente el Oirá. Al llegar a los llanos, la velocidad de las aguas del Apure decrece y hace que su curso sea más lento. Presenta una crecida anual dictada por la temporada lluviosa. Es en este momento cuando suele desbordarse e inundar miles de kilómetros cuadrados a ambos lados de sus orillas, y especialmente, entre San Fernando y su desembocadura en el Orinoco, es decir, hacia el este. Sin embargo, la construcción de la represa del río Uribante ha regulado parcialmente el caudal del Apure y las inundaciones han disminuido ligeramente en extensión. Durante estas inundaciones suelen unirse sus aguas con las del río Arauca, río que corre paralelo a su cauce. Los ganaderos suelen ubicar sus queserías en los médanos, que siempre quedan unos 20 m por encima del nivel de las aguas. Como estos médanos llegan a tener unos 200 km de largo, el ganado puede pastar en sus bordes. Esta ubicación se refiere principalmente a lo que se conoce como el Alto Apure, que es donde los médanos han sido fijados por la vegetación, lo que los ha convertido en dunas fósiles (inactivas). En cambio, en la parte más baja del estado Apure, los médanos son activos porque los vientos alisios trasladan enormes cantidades de arena depositada por el Orinoco en la ribera izquierda hacia el oeste.  
El río le da nombre al estado Apure, el tercero en superficie de todos los estados venezolanos: parte del Uribante y casi todo el Apure forman el límite septentrional del estado. Su cuenca es de unos 121.400 km², incluyendo la del río Guárico que casi es un tributario independiente del Orinoco, siendo su caudal en promedio de unos 2.000 m³/s.

## Geología

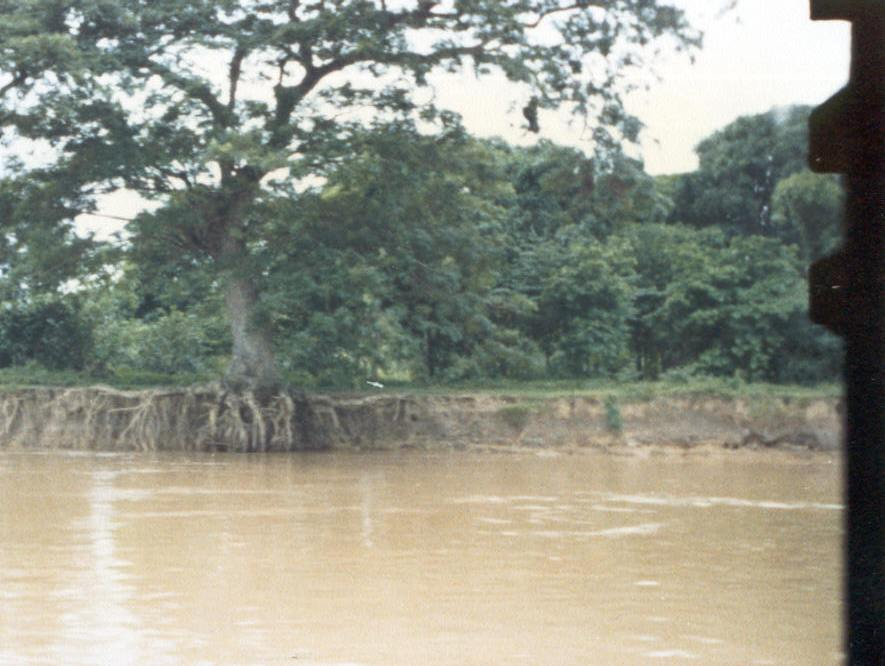
Erosión en la ribera izquierda del río Apure, frente a la población de El Samán.

La geología de la amplia cuenca del río Apure y de otros ríos de los Llanos Bajos se ha estudiado con bastante detalle por el hecho de ser una cuenca sedimentaria con yacimientos petrolíferos en diversos campos de los estados Barinas y otros de los Llanos. Una cuenca sedimentaria es una zona de subsidencia de la corteza terrestre cuyo hundimiento compensa el levantamiento de los relieves vecinos, en este caso, de los Andes venezolanos. A su vez, la zona de contacto entre los Andes y los Llanos, forma una línea de falla que puede observarse nítidamente en el piedemonte andino - llanero. Las imágenes de satélite nos muestran este brusco cambio de pendiente de los ríos al salir de la cordillera andina hacia los Llanos, marcados por amplios conos de deyección, completamente unidos en una superficie continuada durante centenares de km (conos de deyección coalescentes), con un desnivel muy escaso, pero con ríos anastomosados que cambian frecuentemente su curso, desde luego, refiriéndonos a esta zona de contacto del piedemonte, ubicada en torno a la curva de nivel de los 200 m s. n. m. Esta zona de piedemonte presenta una hidrografía bastante compleja y variable, pero con una tendencia a desviarse los ríos siempre a la izquierda, hasta el punto de que casi todos los casos de captura fluvial y a veces, derrames durante las épocas de crecida, se producen hacia la margen izquierda. En el punto de salida del Apure y sus afluentes a los Llanos, se ha formado lo que los llaneros han venido denominando como desparramaderos, como el del Uribante y Sarare, responsables del desconocimiento de la larga y compleja historia de la cuenca hidrográfica del Apure y sus afluentes. En efecto, el desparramadero del Uribante, por ejemplo, hizo que en el siglo XIX gran parte del caudal de este río se desviara por su margen izquierda hacia el río Doradas, primero, y al río Caparo, después, por lo que Puerto Teteo, que formaba el último puerto fluvial del Apure - Uribante, quedara casi sin caudal apreciable para la navegación, como relata Fernando Calzadilla Valdés en su obra Por los Llanos de Apure.

## Historia
La Toma de las Flecheras fue uno de los acontecimientos históricos más relevantes acaecidos en este río.

## Andrés Eloy Blanco
En su poema El río de las siete estrellas, Andrés Eloy Blanco considera al Apure como la séptima estrella (se refiere a las 7 estrellas que tenía la bandera venezolana), es decir, el séptimo tributario importante de los afluentes del Orinoco.
Y resalta la importancia del río en El poema del Apure.

## Fauna
En el río apure se encuentran numerosas especies de animales, mamíferos como capibaras, delfínes del amazonas, 
numerosas especies de aves como el corocoro y el cormorán, grandes reptiles como la anaconda verde, el cocodrilo del Orinoco (mal llamado "caimán del Orinoco") y el caimán de anteojos (llamado popularmente baba), sin mencionar las numerosas especies de peces, entre los cuales se pueden contar las payaras y los caribes o pirañas.

## Afluentes

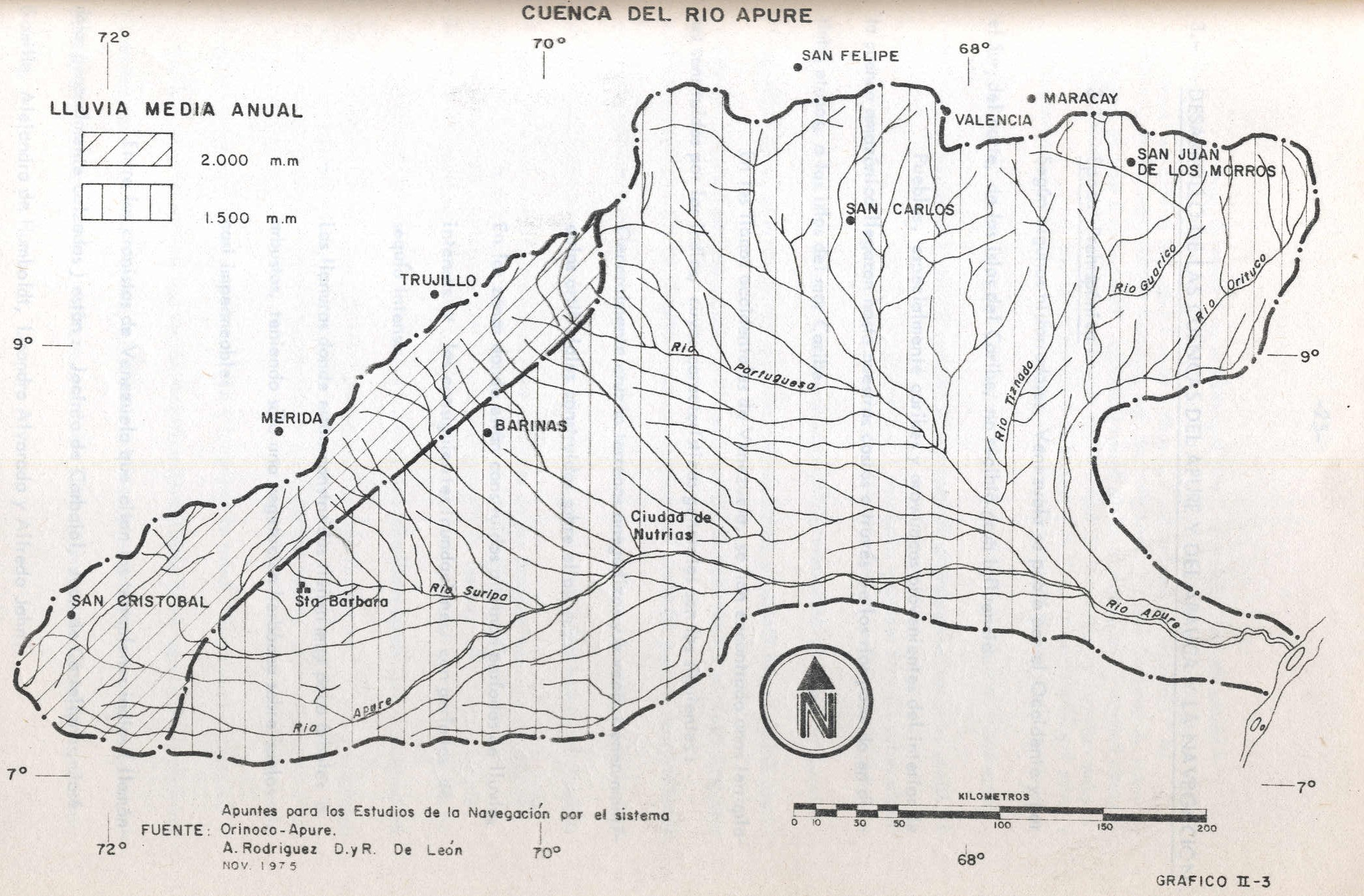
Cuenca del Apure, con la distribución de las lluvias anuales. El monto pluviométrico más elevado corresponde a la zona andina donde se incrementan las lluvias por el efecto orográfico de los Andes. Nota: aunque en el mapa aparece dibujado el río Guárico al sur de San Juan de los Morros, lo cierto es que pasa por el norte, después de atravesar el desfiladero de La Puerta.

Presenta numerosos afluentes por su margen izquierdo, procedentes de la vertiente meridional de los Andes venezolanos; en su margen derecho el río no recibe significativos afluentes, pero existen canales naturales o caños que lo interconectan con el río Arauca y sus afluentes.
- Por la izquierda:

- río Uribante,
- Río Torbes con sus afluentes Río Quinimarí y río Negro y las quebradas Machiri, Bermeja, La Parada y otras.
- río Chururú
- río Burgua
- río Doradas
- río Caparo;
- río Michay;
- río Pagüey;
- río Santo Domingo (200 km);
- río Masparro;
- río Portuguesa (600 km y 80.000 km²);
- río Guárico (525 km) (algunos autores lo consideraron afluente directo del río Orinoco)
- río Guariquito, aunque ya propiamente es más bien un afluente directo del río Orinoco;

- Por la derecha:

- río Sarare y su afluente, el Nula-Sarare;
- río Caucagua.